# 松戶新田站
松戶新田站（日语：／ Matsudo-Shinden eki */?）是一個位於日本千葉縣松戶市松戶新田，屬於京成電鐵松戶線的鐵路車站。車站編號是KS86。

## 歷史
- 1955年（昭和30年）4月21日 - 車站啟用。

## 車站構造
對向式月台2面2線的地面車站。

### 月台配置
| 月台 | 路線   | 方向 | 目的地                                                 |
| ---- | ------ | ---- | ------------------------------------------------------ |
| 1    | 松戶線 | 下行 | 八柱、新鎌谷、北習志野、新津田沼、京成津田沼、千葉方向 |
| 2    | 松戶線 | 上行 | 松戶方向                                               |

## 使用情況
2018年平均每天上下車人次有6,668人，在新京成線（当时）內排行第22位。
近年一日平均上車人次如下表。
| 年度               | 一日平均 上車人次 |
| ------------------ | ----------------- |
| 2007年（平成19年） | 2,723             |
| 2008年（平成20年） | 2,876             |
| 2009年（平成21年） | 2,915             |
| 2010年（平成22年） | 3,003             |
| 2011年（平成23年） | 2,973             |
| 2012年（平成24年） | 3,105             |
| 2013年（平成25年） | 3,153             |
| 2014年（平成26年） | 3,114             |
| 2015年（平成27年） | 3,193             |
| 2016年（平成28年） | 3,256             |
| 2017年（平成29年） | 3,238             |

## 相鄰車站
京成電鐵
 松戶線
上本鄉（KS87）－松戶新田（KS86）－稔台（KS85）

## 外部連結
- 松戶新田｜電車與車站資訊｜京成電鐵